# Antoni Kowalczyk (oblat)
Antoni Kowalczyk (ang. Antoine Kowalczyk; ur. 4 kwietnia 1866 w Dzierżanowie, zm. 10 lipca 1947 w St. Albert) – kanadyjski zakonnik polskiego pochodzenia ze Zgromadzenia Misjonarzy Oblatów Maryi Niepokalanej, Czcigodny Sługa Boży Kościoła katolickiego.

## Biografia
Antoni Kowalczyk urodził się 4 kwietnia 1866 w Dzierżanowie koło Krotoszyna, jako szóste z dwanaściorga dzieci Ignacego i Łucji Kowalczyków. Po ukończeniu szkoły elementarnej, uczył się na kowala w Krotoszynie. By zdobyć praktykę, wyjechał do Drezna. Następnie przeniósł się do Hamburga, gdzie podjął pracę w fabryce amunicji. W Niemczech zetknął się z oblatami, dzięki którym rozpoczął naukę w Kolegium św. Karola w Valkenburgu w Holandii. Wstąpił do oblackiego nowicjatu i złożył śluby zakonne. Jako brat zakonny został skierowany do pracy misyjnej w Kanadzie, do której przybył 1 czerwca 1896.
Najpierw pracował wśród Indian. W 1897 uległ wypadkowi, w którym zmiażdżyło mu prawą rękę. W 1911 zamieszkał w domu formacyjnym w Edmonton, gdzie prowadził pralnię i pracował w kotłowni. Był też zakrystianem. Odznaczał się szczególnym nabożeństwem do Matki Bożej. Zakonnik zmarł 10 lipca 1947 w St. Albert (koło Edmonton) podczas rekolekcji zakonnych. Pochowany na cmentarzu katolickim w St Albert (7A St Vital Ave). 

## Proces beatyfikacyjny
Z inicjatywy prowincji Wniebowzięcia NMP oblatów w Toronto poczyniono starania celem wyniesienia go na ołtarze. W okresie od 14 kwietnia do czerwca 1952 toczył się na szczeblu diecezjalnym proces informacyjny. Od tej pory przysługiwał mu tytuł Sługi Bożego. W Edmonton w Kolegium św. Jana odbyły się 63 sesje komisji beatyfikacyjnej. Przesłuchano czterdziestu czterech świadków. Badano pisma pozostawione przez niego, po czym 5 kwietnia 1966 Stolica Apostolska wydała dekret aprobujący jego pisma, jako zgodny z depozytem wiary Kościoła katolickiego. Następnie w okresie od 23 września do 24 czerwca 1983 toczył się w archidiecezji Edmonton proces apostolski. 26 marca 1993 Kongregacja Spraw Kanonizacyjnych wydała dekret o ważności procesu informacyjnego i apostolskiego. W 1989 zostało przygotowane tzw. Positio wymagane w dalszej procedurze jego beatyfikacji, po czym w 1994 Stolica Apostolska zaaprobowała po zapoznaniu się ten dokument. 15 grudnia 2011 odbyła się specjalne sesja konsultorów teologicznych, a 5 lutego 2013 sesja kardynałów i biskupów Kongregacji Spraw Kanonizacyjnych, która pozytywnie zaopiniowała dokumentację procesu, po czym 27 marca 2013 papież Franciszek ogłosił dekret o heroiczności jego życia i cnót. Od tej pory przysługuje mu tytuł Czcigodnego Sługi Bożego. Postulatorem procesu beatyfikacyjnego został wyznaczony o. Diego Sáez Martín OMI.